# Marek Pałucki
Marek Pałucki (ur. 4 stycznia 1962) – polski bokser, trzykrotny mistrz Polski.
Wystąpił na mistrzostwach Europy juniorów w 1980 w Rimini, lecz odpadł w ćwierćfinale wagi superciężkiej (ponad 91 kg).
Był mistrzem Polski w wadze superciężkiej w 1983, 1984 i 1985 oraz wicemistrzem w tej kategorii wagowej w 1982 i 1986. Był również mistrzem Polski juniorów w wadze ciężkiej (ponad 81 kg) w 1979 oraz młodzieżowym mistrzem Polski w wadze ciężkiej w 1980.
W 1980 dwukrotnie wystąpił w meczach reprezentacji Polski juniorów, obie walki wygrywając.
Zwyciężył w wadze superciężkiej w Turnieju im. Feliksa Stamma w 1983, a także w turnieju „Złoty Pas Polusa” w wadze ciężkiej w 1980 i w wadze superciężkiej w 1981.
Jest prezesem zarządu Słupskiego Klubu Bokserskiego Energa Czarni.